# モートセーフ
モートセーフ（英語:mortsafe, 直訳すると死体金庫）とは、墓地の死体を盗難から守るための仕掛けである。18世紀の始めより、スコットランドの解剖学校の付近では死体泥棒が起きた。医学生が解剖を学ぶために被検体が必要であったが、合法的に得られる死体は政府から与えられる死刑囚の遺体などで、その供給は管理されており失望的なほど限られたものであったためである。

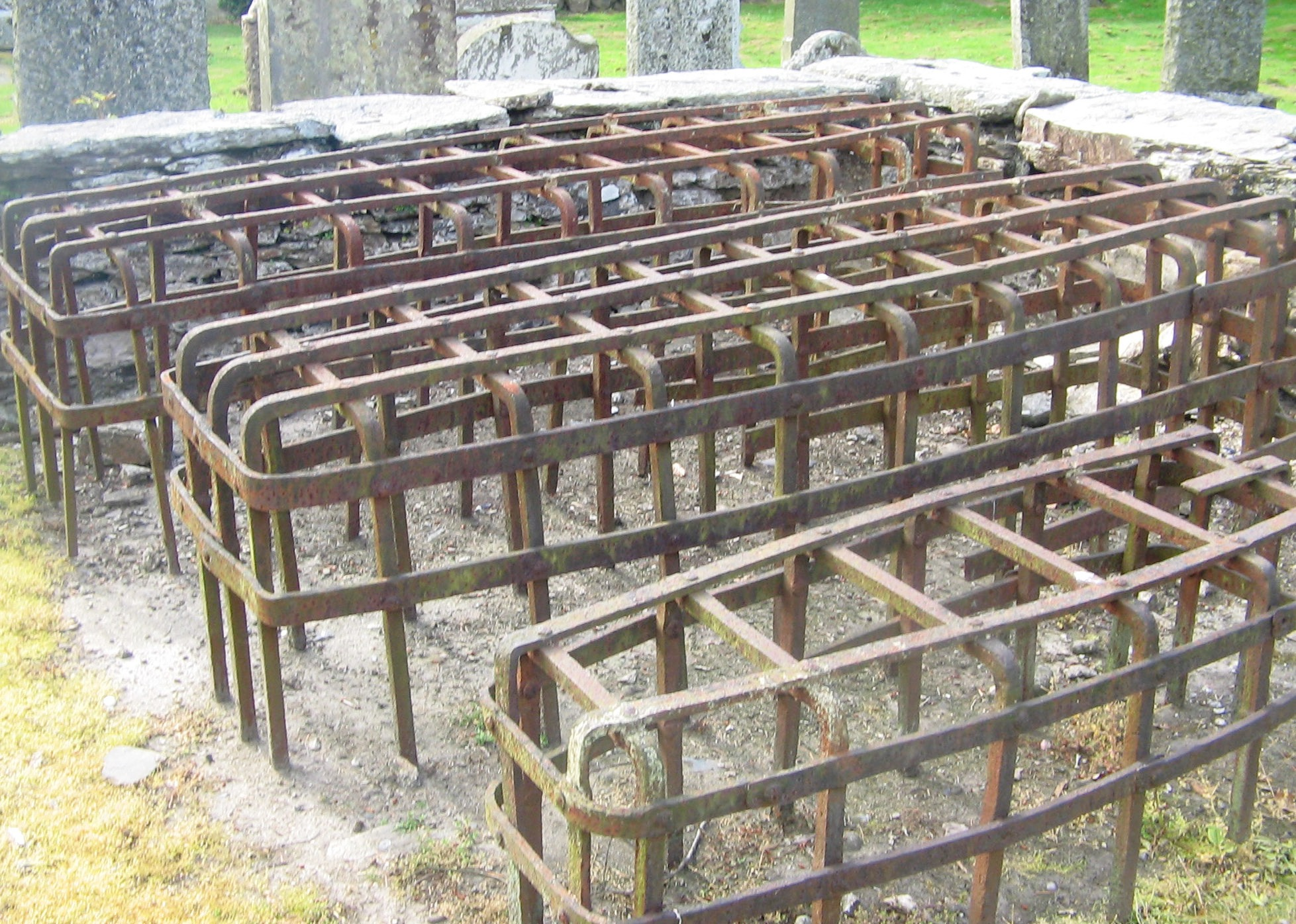
スコットランド、パースシャー、ロジエイトの教会の墓地にあるモートセーフ。

## 当局の怠惰
外科医や医学生は医学知識の向上に尽力していたため、当局は墓の盗掘を見て見ぬふりをした。何が起きているのか公にならないように、告知は最低限に留められた。盗掘の事実が明るみに出ることは暴動の原因となり、器物損壊や私刑すら行われた。19世紀初頭には、学校と学生の数の大幅な増加に伴い、人気のない墓地での盗掘や騒動が都市の共同墓地で続けて起きた。死体を盗んで医学校に売るために人が雇われ、死体は海外にも輸送された。事実の暴露は一般市民の激しい怒りを引き起こしたが、それは特に死と復活について畏敬の念が強いスコットランドで顕著であった。多くの人々は死者は不完全な状態では復活できないと信じていた。

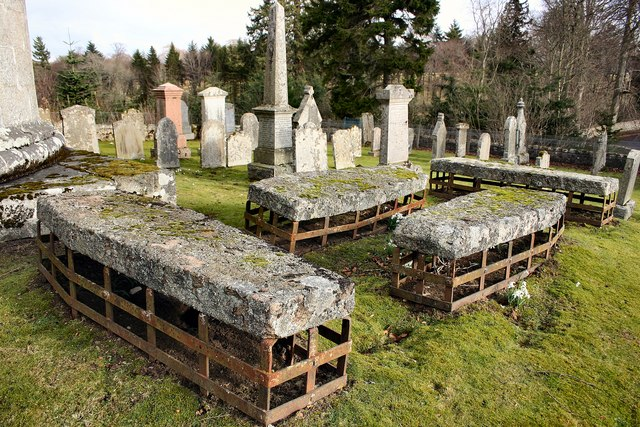
クリュニー墓地のモートセーフ

## 予防措置
多くの人が死んで間もないの親族や友人の墓を守る決心をした。金持ちには、重たい墓石や地下墓所、墓を取り囲む廟や鉄の檻を設ける余裕があった。貧困者は、荒らされたら分かるように花や小石を墓の上に敷き詰めた。彼らは盗掘をより困難にするために、まだらに枝分かれさせて穴を掘った。金持ちが教会に寄付をした大きな石が新しい墓の上に置かれたが、それはしばしば棺の形をしていた。友人や親戚は交代で、雇われ人夫は夜通し番をした。見張りを保護するために監視所が建てられることもあった。エディンバラのある監視所は三階建て窓付き城郭風である。監視人組合が町ごとに組織され、グラスゴーでは2,000名ものメンバーがいた。多くのスコットランド教会の集会場も監視人に使われた。しかし墓の盗掘は続いた。

## モートセーフ
モートセーフは1816年頃に考案された。鉄製もしくは鉄と石で出来た非常に重いもので、様々な構造をしていた。多くは、重い鉄棒と鉄板の複雑なからくりで出来ており、南京錠が掛けられていたが、こうした例はスコットランドの医学校の近くのどこでも見られる。鉄板が棺の上におかれ、頭の付いた鉄棒が鉄板の穴に通された。より厳重に保護するために二枚目の鉄板が一枚目の鉄板の上に重ねられ、それにより鉄棒が固定された。これは二人の人間と鍵がないと外すことはできなかっただろう。モートセーフは棺の上に6週間置かれ、死体が十分腐敗した頃取り外されて更に使用された。この様式のものは、アバディーンの博物館にある。教会がモートセーフを購入し、賃貸に出すこともあった。モートセーフを購入し、年会費で使用できるように管理する組合が作られたが、非組合員は使用料を払わなければならなかった。

## 地下墓所と監視所
バークとヘア殺人が知れ渡るようになり、多くの人が恐れるようになった。ちょうどこの頃スコットランドで地下墓所（死体安置所）が一般からの寄付で造られ、規則による管理のもと利用できるようになった。これらのいくつかは地上式で、アバディーンシャー近郊では地下式、半地下式が主流であった。アバディーンシャーのある村では珍しい形のもので、飾り鋲のついた分厚い木製の扉とその内側に鉄製の扉がある円形の建物である。中は回転式になっていて棺桶を7本入れることができる。回転させることで次のものを入れることができ、一回りして出てくる時には、死体は既に解剖の役には立たなくなっている。
エディンバラ、グラスゴーやアバディーンにあるスコットランド医学校付近の全ての町では、おそらく死者を保護するために何かしらの手段を講じた。あるところではモートセーフと監視の両方を行った。スコットランドの人里離れた地域には監視小屋があったが、国境地帯ではノーサンバーランドに2カ所あるのみで、イングランドの他の地方には見られない。

## 現存するモートセーフ
モートセーフのほとんどは教会の庭か墓地にあるが、すっかり壊れて錆び付いているものもある。例外としては、再生され、イースト・ロージアン骨董品学会の注記とともに教会の玄関に架かっていたものがある。一つか二つは博物館にあるが、展示されている物がどのように用いられたかについて表示されているものは稀である。モートセーフとそれに類する保護装置に付随する文献は、まだ現存しており図書館や文書記録館にある。ほどよい状態のモートセーフ2基がスタリングシャーの旧アベルフォイル教会の外にある。この教会に最も近い医学校のあるグラスゴーからは50Kmも離れているのに、なぜそこにあるかの説明は全く無い。また、多少錆びたものが、アバディーンシャーのカークトンスケンのスケン教会の外にある。